# Cartão inteligente
Cartão inteligente, também cenhecido como smart card, é um cartão que geralmente assemelha-se em forma e tamanho a um cartão de crédito convencional de plástico com tarja magnética. Além de ser usado em cartões bancários e de identificação pessoal, é encontrado também nos celulares GSM (o "chip" localizado normalmente atrás da bateria). A grande diferença é que ele possui capacidade de processamento pois embute um microprocessador e memória (que armazena vários tipos de informação na forma eletrônica), ambos com sofisticados mecanismos de segurança. É cada vez maior o número de cartões de crédito que utilizam a tecnologia.

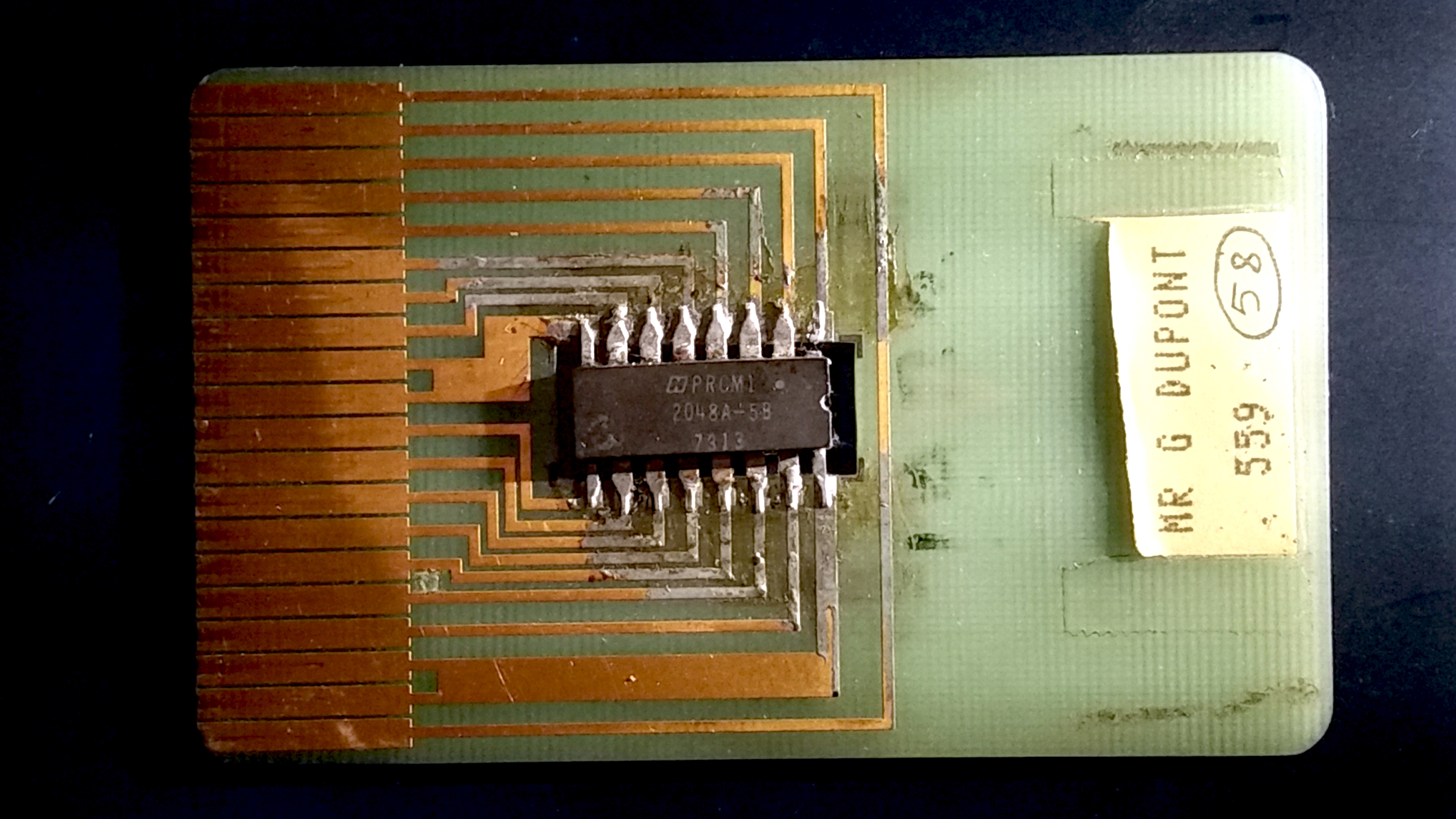
Protótipo do cartão inteligente criado por seu inventor Roland Moreno (por volta de 1975). Este protótipo destaca o princípio de funcionamento do smart card em que cada "perna" do circuito integrado (centro) está ligada a um contacto (elementos dourados) que o coloca em contacto com o exterior.

## Com contato
Cartões inteligentes com contato possuem na parte posterior um pequeno chip dourado de aproximadamente 1,27 cm de diâmetro. Quando inseridos em um leitor, o chip encosta nos conectores elétricos, que podem ler e escrever informação do chip.

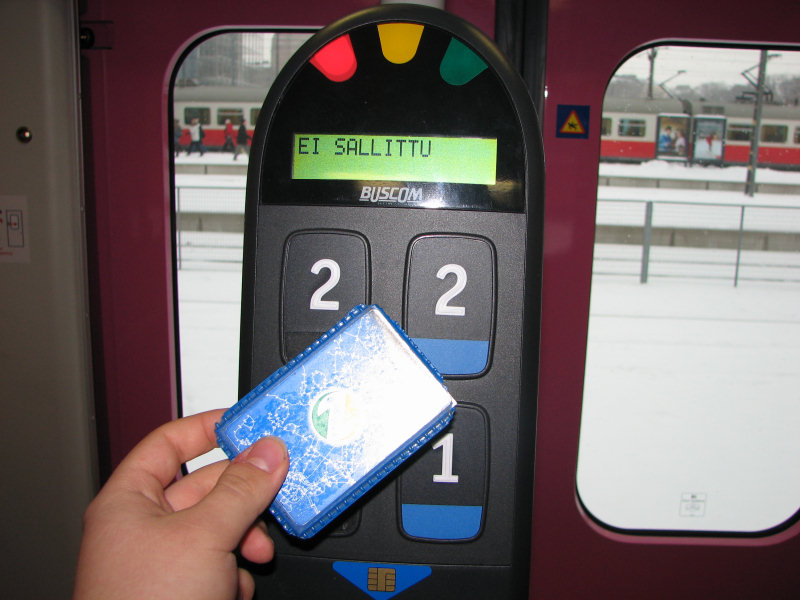
Smart card em uso na Finlândia

As normas ISO/IEC 7816 e ISO/IEC 7810 definem, para esta categoria de smart cards, os seguintes requisitos:
- o formato físico
- a posição e o formato dos conectores elétricos
- as características elétricas
- os protocolos de comunicação
- o formato dos comandos enviados ao cartão e as respostas retornadas por ele
- a robustez do cartão
- a funcionalidade.

Os cartões não possuem bateria, sendo que a energia é totalmente fornecida pelo leitor.

## Sem contato
Cartões inteligentes sem contato (contactless) possuem um chip que comunica-se com o leitor através de RFID, com taxas de transmissão de 106 a 848 Kb/s. Tais cartões exigem somente proximidade a uma antena para a transação de dados. São geralmente utilizados quando a transação deve ser feita rapidamente e com as mãos livres, como em sistemas de trânsito e em sistemas de pagamento por aproximação.
A norma ISO para tal tecnologia é a ISO/IEC 14443 (2001). Ela define dois tipos de cartões sem contato (categoria A e B), permitindo comunicação a distâncias de até 10 cm. Existem propostas para as categorias C, D, E e F, que foram rejeitadas pelo comitê de padronização. Uma alternativa é a ISO 15693, que permite comunicações a até 50 cm (ideal trabalhar com distâncias até 7 cm).